# Omni (Mastercoin)
Омні (раніше Mastercoin) — це цифрова валюта і комунікаційний протокол, існуючий поверх ланцюжка блоків Bitcoin. Це також одна з небагатьох значних спроб привести в дію складні фінансові операції у криптовалюті. Заплановані можливості включають розвиток децентралізованих бірж та впровадження інтелектуальної власності смарт-контрактів. Перший проєкт з намірами запустити ІСО. У 2013 році йому вдалося заробити біткойни на суму 5 мільйонів доларів на продажу власних токенів

«Загальна аналогія, яка використовується для опису відношення Omni Layer до біткойн, це HTTP-протокол до TCP / IP: HTTP, як і Omni Layer — це використання поверх фундаментального рівня транспорту та рівня Інтернет протоколу TCP / IP, як біткойн».

## Історія
Ж. Р. Віллетт опублікував перший випуск протколу Mastercoin у січні 2012 року, як білої книги, в якому він запропонував, щоб існуючі біткойн-протоколи «використовували вже існуючий ланцюжок блоків Bitcoin, як протоколу транспортного рівня, для створення нових валют з більш складними правилами не вносячи змін до протоколу і програмного забезпечення Bitcoin».
Проєкт Mastercoin офіційно стартував 31 липня 2013 року, під час благодійної акції, коли всі бажаючі могли придбати Mastercoins — цифрові жетони, які використовувались протоколом для управління транзакціями, посилаючи Bitcoin на спеціальний Exodus Address. Ідея полягала в тому, що після створення платформи, вкладені монети стануть більш цінними, тому інвестори могли б продавати їх (Mastercoin), отримуючи, таким чином, прибуток.
Некомерційна організація, що отримала назву Mastercoin Foundation, була створена для організації обігу грошових коштів, надісланих за вказаною адресою (Exodus Address). Незважаючи на застереження, що Mastercoin може бути добре спланованим шахрайством, близько 500 осіб інвестували приблизно 5000 Bitcoins, вартість яких на той момент складала близько 500 000 доларів.
Із січня 2014 року, Ж. Р. Віллетт працює повний робочий день на Mastercoin Foundation на посаді «головного архітектора»
А вже у лютому 2014 року, Mastercoin посідав сьоме місце у світі криптовалютою за величиною капіталізації за даними coinmarketcap.com.
У квітні 2014 року, MaidSafe використовували crowdsale, щоб залучити більше 7 мільйонів доларів США в Mastercoins та биткоїни. Вартість Mastercoins (половина валюти) згодом зменшилася до 5,5 млн доларів США.
У липні 2014 року, MaidSafe COO Нік Ламберт був у числі тих людей, що приєдналися до Mastercoin у якості спостерігачів.
У березні 2015 року Mastercoin був перейменований на Омні. Відтак, роль Омні оголошена у наданні платформи для таких децентралізованих протоколів у екосистемі біткойн, як Factom і MaidSafe..